# بيتروس تشريسوتشوس
بيتروس تشريسوتشوس مواليد 8 أبريل 1996 في لارنكا، هو لاعب كرة مضرب قبرصي يلعب باليد اليمنى. أعلى مركز له في تصنيف رابطة محترفي كرة المضرب في الفردي كان المركز الـ 469 في سنة 2015.

## روابط خارجية
- بيتروس تشريسوتشوس على موقع رابطة محترفي التنس (الإنجليزية)
- بيتروس تشريسوتشوس على موقع الاتحاد الدولي لكرة المضرب (الإنجليزية)
- بيتروس تشريسوتشوس على موقع كأس ديفيز (الإنجليزية)
- بيتروس تشريسوتشوس على موقع خلاصة التنس.كوم (الإنجليزية)
- بيتروس تشريسوتشوس على موقع إي إس بي إن.كوم (الإنجليزية)
- بيتروس تشريسوتشوس على موقع أوليمبيديا (الإنجليزية)